# Hoffmannseggia aphylla
Hoffmannseggia aphylla es una especie de planta floral del género Hoffmannseggia, tribu Caesalpinieae. Fue descrita por (Phil.) G. P. Lewis & Sotuyo y publicada por primera vez en Kew Bull. 65: 221 (2010).
Es un arbusto que crece en zonas desérticas o en matorrales secos.

## Distribución
Es nativa del norte de Chile.